# Дяково (община)
Община Дяково е разположена в западната част на Косово с площ 587 км2 и население от 93 740 души, по приблизителна оценка за 2019 г. Административен център е град Дяково.

## Административно деление
Населените места в общината са 83.